# Colonia Italiana
Colonia Italiana è una città situata nel dipartimento di Marcos Juárez, provincia di Córdoba, in Argentina. Si trova a circa 350 km dalla città di Córdoba nel sud-est della provincia, sulla RN 11.
La principale attività economica è l'agricoltura seguita dal bestiame.
Ha 738 abitanti (fonte INDEC, 2010), che rappresenta un aumento del 64% rispetto ai 450 abitanti (INDEC, 2001) del precedente censimento.

## Storia
La località mantiene il nome di Colonia italiana, dalla sua origine, essendo una colonia agricola, popolata da una maggioranza di immigrati italiani che la popolarono dal 1860. Nel 1896 il governo provinciale decretò la fondazione della città. a data di fondazione della città è il 19 marzo 1901. Nel tempo, i coloni sono diventati produttori agricoli. 
Il 15 agosto 1901 venne inaugurata la chiesa del villaggio. La festa patronale per Santa Maria Assunta viene celebrata il 15 agosto.